# Cinque, la luna e le spine
Cinque, la luna e le spine è il quinto album della band Marta sui Tubi, pubblicato il 14 febbraio 2013.

## Descrizione
L'album è uscito in contemporanea con la partecipazione del gruppo alla 63ª edizione del Festival di Sanremo, dove hanno presentato i brani Dispari, scartato in base al nuovo meccanismo di gara, e Vorrei.
Ad ispirare il titolo del disco, è il numero che ricorre spesso nella carriera della band, ossia il 5. Il frontman Giovanni Gulino ha infatti affermato: "questo è il nostro 5º album ed è da 5 anni che la formazione si è stabilizzata a 5 elementi".
Il brano Vagabond Home è il primo brano originale in lingua inglese della band, il secondo non in italiano considerando la cover di Tomorrow Never Knows dei Beatles contenuta nel secondo album C'è gente che deve dormire.
Il 22 marzo 2013 la band fa partire il tour promozionale.
Il 27 marzo 2013 vengono pubblicati i videoclip ufficiali di entrambi i brani presentati a Sanremo, ossia Vorrei e Dispari, ideati e diretti da Calu.

## Tracce
1. Il primo volo – 4:15
2. Dispari – 3:40
3. I nostri segreti – 3:36
4. Vorrei – 3:02
5. Vagabond Home – 3:44
6. Il collezionista di vizi – 2:58
7. Tre – 3:32
8. La ladra – 3:26
9. Maledettamente bene – 3:33
10. Grandine – 3:40
11. Polvere sui maiali – 3:26

## Formazione
- Giovanni Gulino - voce
- Carmelo Pipitone - voce, chitarra
- Ivan Paolini - batteria
- Paolo Pischedda - tastiera, violino
- Mattia Boschi - violoncello, basso